# Mousseux Ancien
'Mousseux Ancien' (parfois 'Moussue Ancienne') est un cultivar de rosier mousseux obtenu par le rosiériste français Jean-Pierre Vibert en 1825, fameux pour l'aspect « mousseux » de son pédoncule et de ses pétales de couleur mauve pâle. 

## Description
Cette rose non remontante en forme de coupe exhale un parfum prononcé. Elle peut atteindre 1,20 m. Les pétales sont de couleur mauve pâle, de parme à lilas, et son feuillage est vert clair.
Cette rose ancienne peut être admirée dans plusieurs roseraies d'Europe et d'ailleurs, comme au Parc de la Tête d'Or et à l'Europa-Rosarium de Sangerhausen.